# Erigeron aliceae
Erigeron aliceae es una planta herbácea de la familia de las asteráceas. 

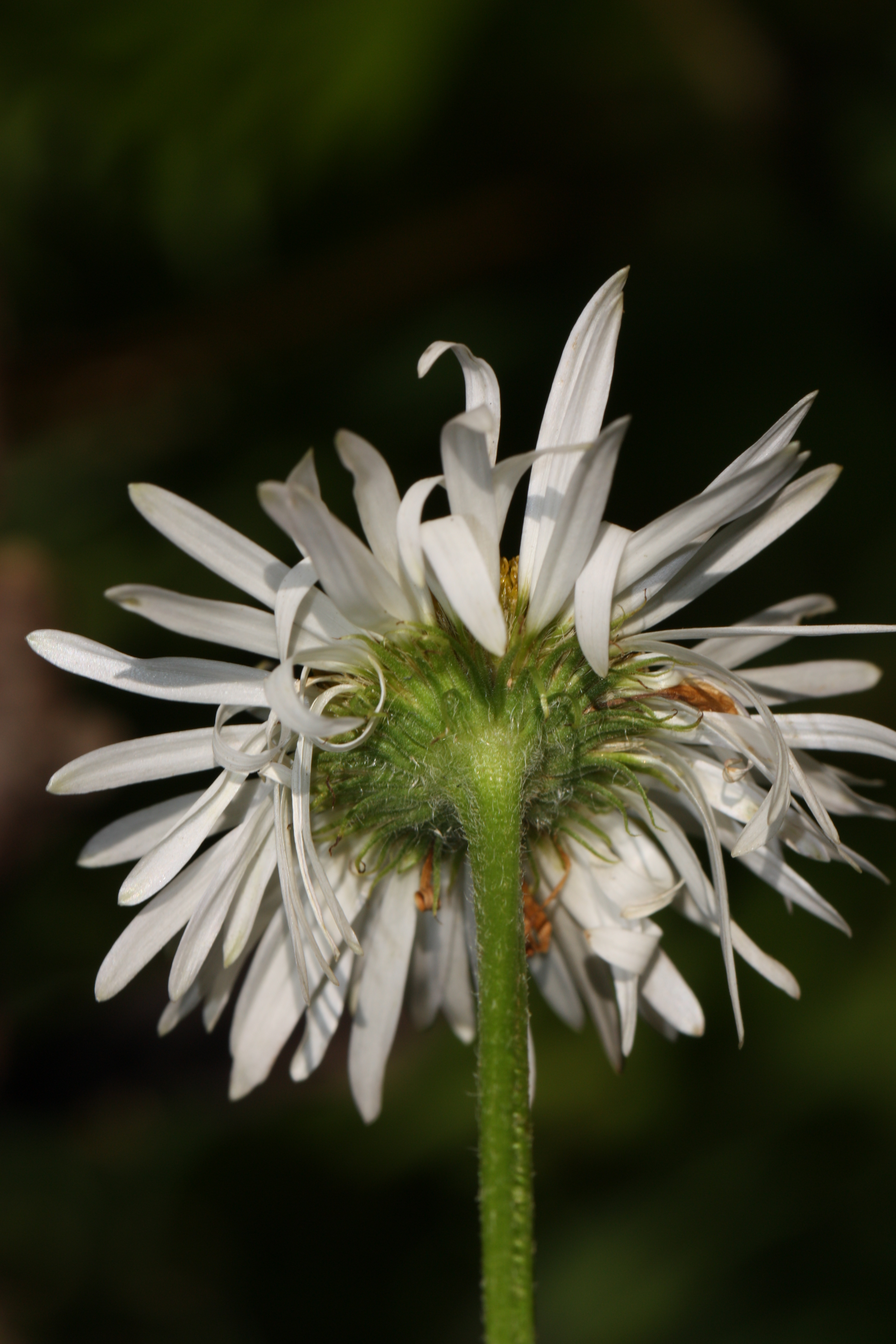
Flor

## Descripción
Es una especie nativa de los prados y bosques del noroeste del Océano Pacífico en los Estados Unidos. Alcanza una media de un metro de altura, con hojas vellosas y redondeados basales y unas cuantas hojas en forma de lanza a lo largo de los tallos estrechos y peludos. La inflorescencia en la parte superior de cada tallo erecto tiene de una a siete cabezas de flores, cada uno a dos centímetros de ancho. El centro está formado por muchas florecillas amarillas del disco y la corola está bordeada con hasta 80 flores liguladas angostas en color blanco a tonos de violeta y azul.

## Taxonomía
Erigeron aliceae fue descrita por Thomas Jefferson Howell y publicado en A Flora of Northwest America 3: 317. 1900.
Etimología
Erigeron: nombre genérico que deriva de las palabras griegas: eri = "temprano" y geron =  "hombre viejo", por lo que significa "hombre viejo en la primavera", en referencia a las cabezas de semillas blancas mullidas y la floración temprana y fructificación de muchas especies.
aliceae: epíteto que fue nombrado en honor de la botánica Alice Eastwood. 
Sinonimia
- Erigeron nemophilus Greene	[3]